# Katahr
Katahr fou un districte de l'Índia que va existir durant l'Imperi Mogol i fins al segle XVIII quan la zona fou ocupada pels rohilles afganesos i va agafar el nom de Rohilkhand (també Rohilkand).
La regió fou un focus permanent de revolta contra el sultanat de Delhi i va ser disputat un temps amb el sultanat de Jaunpur. La darrera revolta la va dirigir Kanbar Beg contra els mogols, poc abans de la mort d'Humayun el 1555. Sota Akbar el Gran el sarkar de Badaun fou agregat a Delhi i es va organitzar el districte de Katahr, la vila principal va passar a ser Bareilly. Aurangzeb va incloure Sambhal al districte de Katahr.